# Милош Гордић (фудбалер, 2000)
Милош Гордић (Београд, 5. марта 2000) српски је фудбалски голман који тренутно наступа за Жил Висенте.
Гордић је седам година био под уговором са Црвеном звездом али је током тог периода забележио само три наступа. Ишао је на позајмице у ГСП Полет Дорћол, Мачву, АЕК из Ларнаке и ИМТ. У августу 2024. прешао је у португалски Жил Висенте.
Дана 29. јануара 2021. године дебитовао је за сениорску репрезентацију Србије у пријатељском мечу завршеном без голова против репрезентације Панаме.

## Статистика

### Клупска
Ажурирано 30. јула 2022.
|                              |          |                     |    |   |   |   |   |   |   |   |    |   |  |  |
| Црвена звезда                | 2017/18. | Суперлига Србије    | 0  | 0 | 0 | 0 | 0 | 0 | — | — | 0  | 0 |  |  |
| Црвена звезда                | 2018/19. | Суперлига Србије    | 0  | 0 | 0 | 0 | 0 | 0 | — | — | 0  | 0 |  |  |
|                              |          |                     |    |   |   |   |   |   |   |   |    |   |  |  |
| ГСП Полет Дорћол (позајмица) | 2019/20. | Српска лига Београд | 13 | 0 | — | — | — | — | — | — | 13 | 0 |  |  |
|                              |          |                     |    |   |   |   |   |   |   |   |    |   |  |  |
| Мачва Шабац (позајмица)      | 2019/20. | Суперлига Србије    | 3  | 0 | — | — | — | — | — | — | 3  | 0 |  |  |
| Мачва Шабац (позајмица)      | 2020/21. | Суперлига Србије    | 31 | 0 | 0 | 0 | — | — | — | — | 31 | 0 |  |  |
| Мачва Шабац (позајмица)      | Укупно   | Укупно              | 34 | 0 | 0 | 0 | — | — | — | — | 34 | 0 |  |  |
|                              |          |                     |    |   |   |   |   |   |   |   |    |   |  |  |
| Црвена звезда                | 2021/22. | Суперлига Србије    | 3  | 0 | 0 | 0 | 0 | 0 | — | — | 3  | 0 |  |  |
| Црвена звезда                | 2022/23. | Суперлига Србије    | —  | — | — | — | — | — | — | — | 0  | 0 |  |  |
| Црвена звезда                | Укупно   | Укупно              | 3  | 0 | 0 | 0 | 0 | 0 | — | — | 3  | 0 |  |  |
|                              |          |                     |    |   |   |   |   |   |   |   |    |   |  |  |
| Каријера                     | Каријера | Каријера            | 50 | 0 | 0 | 0 | 0 | 0 | — | — | 50 | 0 |  |  |
|                              |          |                     |    |   |   |   |   |   |   |   |    |   |  |  |

### Утакмице у дресу репрезентације
| Репрезентација Србије у узрасту до 15 година старости | Репрезентација Србије у узрасту до 15 година старости | Репрезентација Србије у узрасту до 15 година старости | Репрезентација Србије у узрасту до 15 година старости | Репрезентација Србије у узрасту до 15 година старости | Репрезентација Србије у узрасту до 15 година старости | Репрезентација Србије у узрасту до 15 година старости | Репрезентација Србије у узрасту до 15 година старости | Репрезентација Србије у узрасту до 15 година старости | Репрезентација Србије у узрасту до 15 година старости |
| #                                                     | Датум                                                 | Такмичење                                             | Локација                                              | Домаћин                                               | Резултат                                              | Гост                                                  | Гол                                                   | Реф.                                                  |                                                       |
| ----------------------------------------------------- | ----------------------------------------------------- | ----------------------------------------------------- | ----------------------------------------------------- | ----------------------------------------------------- | ----------------------------------------------------- | ----------------------------------------------------- | ----------------------------------------------------- | ----------------------------------------------------- | ----------------------------------------------------- |
| 1.                                                    | 9. децембар 2014.                                     | Пријатељска утакмица                                  | Стадион под Малим брдом, Петровац                     | Црна Гора                                             | 0 : 2                                                 | Србија                                                |                                                       | [ 16 ]                                                |                                                       |
| 2.                                                    | 11. децембар 2014.                                    | Пријатељска утакмица                                  | Стадион ФК Младост, Подгорица                         | Црна Гора                                             | 1 : 3                                                 | Србија                                                |                                                       | [ 17 ]                                                |                                                       |
| 3.                                                    | 11. фебруар 2015.                                     | Mеђунaрoдни турнир у Aнтaлији                         | Eмирхaн спoрт кoмплекс                                | Србија                                                | 1 : 1                                                 | Холандија                                             |                                                       | [ 18 ]                                                |                                                       |
| 4.                                                    | 12. фебруар 2015.                                     | Mеђунaрoдни турнир у Aнтaлији                         | Eмирхaн спoрт кoмплекс                                | Турска                                                | 3 : 0                                                 | Србија                                                |                                                       | [ 19 ]                                                |                                                       |
| 5.                                                    | 16. април 2015.                                       | Пријатељска утакмица                                  | Кућа фудбала, Стара Пазова                            | Србија                                                | 3 : 3                                                 | Чешка                                                 |                                                       | [ 20 ]                                                |                                                       |
| 5                                                     | Укупан број утакмица и постигнутих погодака           | Укупан број утакмица и постигнутих погодака           | Укупан број утакмица и постигнутих погодака           | Укупан број утакмица и постигнутих погодака           | Укупан број утакмица и постигнутих погодака           | Укупан број утакмица и постигнутих погодака           |                                                       |                                                       |                                                       |

| Репрезентација Србије у узрасту до 16 година старости | Репрезентација Србије у узрасту до 16 година старости | Репрезентација Србије у узрасту до 16 година старости | Репрезентација Србије у узрасту до 16 година старости | Репрезентација Србије у узрасту до 16 година старости | Репрезентација Србије у узрасту до 16 година старости | Репрезентација Србије у узрасту до 16 година старости | Репрезентација Србије у узрасту до 16 година старости | Репрезентација Србије у узрасту до 16 година старости | Репрезентација Србије у узрасту до 16 година старости |
| #                                                     | Датум                                                 | Такмичење                                             | Локација                                              | Домаћин                                               | Резултат                                              | Гост                                                  | Гол                                                   | Реф.                                                  |                                                       |
| ----------------------------------------------------- | ----------------------------------------------------- | ----------------------------------------------------- | ----------------------------------------------------- | ----------------------------------------------------- | ----------------------------------------------------- | ----------------------------------------------------- | ----------------------------------------------------- | ----------------------------------------------------- | ----------------------------------------------------- |
| 1.                                                    | 16. новембар 2015.                                    | Турнир пријатељства                                   | Тренинг центар Петар Милошевски, Скопље               | Северна Македонија                                    | 3 : 1                                                 | Србија                                                |                                                       | [ 21 ]                                                |                                                       |
| 2.                                                    | 9. март 2016.                                         | Развојни турнир УЕФА                                  | Кућа фудбала, Стара Пазова                            | Србија                                                | 1 : 1                                                 | Израел                                                |                                                       | [ 22 ]                                                |                                                       |
| 3.                                                    | 11. март 2016.                                        | Развојни турнир УЕФА                                  | Кућа фудбала, Стара Пазова                            | Србија                                                | 1 : 2                                                 | Шкотска                                               |                                                       | [ 23 ]                                                |                                                       |
| 4.                                                    | 15. мај 2016.                                         | Турнир „Виктор Бањиков“                               | Стaдиoн Бaњикoв                                       | Србија                                                | 4 : 2                                                 | Летонија                                              |                                                       | [ 24 ]                                                |                                                       |
| 4                                                     | Укупан број утакмица и постигнутих погодака           | Укупан број утакмица и постигнутих погодака           | Укупан број утакмица и постигнутих погодака           | Укупан број утакмица и постигнутих погодака           | Укупан број утакмица и постигнутих погодака           | Укупан број утакмица и постигнутих погодака           |                                                       | [ 25 ]                                                |                                                       |

| Репрезентација Србије у узрасту до 17 година старости | Репрезентација Србије у узрасту до 17 година старости | Репрезентација Србије у узрасту до 17 година старости | Репрезентација Србије у узрасту до 17 година старости | Репрезентација Србије у узрасту до 17 година старости | Репрезентација Србије у узрасту до 17 година старости | Репрезентација Србије у узрасту до 17 година старости | Репрезентација Србије у узрасту до 17 година старости | Репрезентација Србије у узрасту до 17 година старости | Репрезентација Србије у узрасту до 17 година старости |
| #                                                     | Датум                                                 | Такмичење                                             | Локација                                              | Домаћин                                               | Резултат                                              | Гост                                                  | Гол                                                   | Реф.                                                  |                                                       |
| ----------------------------------------------------- | ----------------------------------------------------- | ----------------------------------------------------- | ----------------------------------------------------- | ----------------------------------------------------- | ----------------------------------------------------- | ----------------------------------------------------- | ----------------------------------------------------- | ----------------------------------------------------- | ----------------------------------------------------- |
| 1.                                                    | 1. август 2016.                                       | Међународни турнир „Рацкеве”                          | Градски стадион, Српски Ковин                         | Србија                                                | 1 : 2                                                 | Шкотска                                               |                                                       | [ 26 ]                                                |                                                       |
| 2.                                                    | 20. септембар 2016.                                   | Пријатељска утакмица                                  | Кућа фудбала, Стара Пазова                            | Србија                                                | 6 : 2                                                 | Белорусија                                            |                                                       | [ 27 ]                                                |                                                       |
| 3.                                                    | 22. септембар 2016.                                   | Пријатељска утакмица                                  | Кућа фудбала, Стара Пазова                            | Србија                                                | 1 : 0                                                 | Белорусија                                            |                                                       | [ 28 ]                                                |                                                       |
| 4.                                                    | 2. март 2017.                                         | Пријатељска утакмица                                  | Етно село Станишићи                                   | Босна и Херцеговина                                   | 1 : 1                                                 | Србија                                                |                                                       | [ 29 ]                                                |                                                       |
| 5.                                                    | 17. март 2017.                                        | Квалификације за Европско првенство                   | Капилов Парк, Гринок                                  | Србија                                                | 2 : 1                                                 | Швајцарска                                            |                                                       | [ 30 ]                                                |                                                       |
| 6.                                                    | 19. март 2017.                                        | Квалификације за Европско првенство                   | Сент Мирен Парк, Пејсли                               | Шкотска                                               | 1 : 0                                                 | Србија                                                |                                                       | [ 31 ]                                                |                                                       |
| 7.                                                    | 22. март 2017.                                        | Квалификације за Европско првенство                   | Капилов Парк, Гринок                                  | Црна Гора                                             | 0 : 1                                                 | Србија                                                |                                                       | [ 32 ]                                                |                                                       |
| 8.                                                    | 27. април 2017.                                       | Пријатељска утакмица                                  | Кућа фудбала, Стара Пазова                            | Србија                                                | 5 : 1                                                 | Украјина                                              |                                                       | [ 33 ]                                                |                                                       |
| 9.                                                    | 4. мај 2017.                                          | Европско првенство                                    | Стадион Поморца, Кострена                             | Србија                                                | 1 : 0                                                 | Република Ирска                                       |                                                       | [ 34 ]                                                |                                                       |
| 10.                                                   | 7. мај 2017.                                          | Европско првенство                                    | Стадион Поморца, Кострена                             | Србија                                                | 1 : 3                                                 | Немачка                                               |                                                       | [ 35 ]                                                |                                                       |
| 11.                                                   | 10. мај 2017.                                         | Европско првенство                                    | Стадион Поморца, Кострена                             | Босна и Херцеговина                                   | 1 : 0                                                 | Србија                                                |                                                       | [ 36 ]                                                |                                                       |
| 11                                                    | Укупан број утакмица и постигнутих погодака           | Укупан број утакмица и постигнутих погодака           | Укупан број утакмица и постигнутих погодака           | Укупан број утакмица и постигнутих погодака           | Укупан број утакмица и постигнутих погодака           | Укупан број утакмица и постигнутих погодака           |                                                       |                                                       |                                                       |

| Репрезентација Србије у узрасту до 18 година старости | Репрезентација Србије у узрасту до 18 година старости | Репрезентација Србије у узрасту до 18 година старости | Репрезентација Србије у узрасту до 18 година старости | Репрезентација Србије у узрасту до 18 година старости | Репрезентација Србије у узрасту до 18 година старости | Репрезентација Србије у узрасту до 18 година старости | Репрезентација Србије у узрасту до 18 година старости | Репрезентација Србије у узрасту до 18 година старости | Репрезентација Србије у узрасту до 18 година старости |
| #                                                     | Датум                                                 | Такмичење                                             | Локација                                              | Домаћин                                               | Резултат                                              | Гост                                                  | Мин.                                                  | Гол                                                   | Реф.                                                  |
| ----------------------------------------------------- | ----------------------------------------------------- | ----------------------------------------------------- | ----------------------------------------------------- | ----------------------------------------------------- | ----------------------------------------------------- | ----------------------------------------------------- | ----------------------------------------------------- | ----------------------------------------------------- | ----------------------------------------------------- |
| 1.                                                    | 11. децембар 2017.                                    | Међународни турнир у Израелу                          | СЦ ФС Израела, Тел Авив                               | Израел                                                | 1 : 0                                                 | Србија                                                |                                                       | [ 37 ]                                                |                                                       |
| 2.                                                    | 12. децембар 2017.                                    | Међународни турнир у Израелу                          | СЦ ФС Израела, Тел Авив                               | Немачка                                               | 1 : 0                                                 | Србија                                                |                                                       | [ 38 ]                                                |                                                       |
| 3.                                                    | 19. април 2018.                                       | Пријатељска утакмица                                  | Кућа фудбала, Стара Пазова                            | Србија                                                | 2 : 2                                                 | Босна и Херцеговина                                   |                                                       | [ 39 ]                                                |                                                       |
| 3                                                     | Укупан број утакмица и постигнутих погодака           | Укупан број утакмица и постигнутих погодака           | Укупан број утакмица и постигнутих погодака           | Укупан број утакмица и постигнутих погодака           | Укупан број утакмица и постигнутих погодака           | Укупан број утакмица и постигнутих погодака           | Укупан број утакмица и постигнутих погодака           |                                                       |                                                       |

| Репрезентација Србије у узрасту до 19 година старости | Репрезентација Србије у узрасту до 19 година старости | Репрезентација Србије у узрасту до 19 година старости | Репрезентација Србије у узрасту до 19 година старости | Репрезентација Србије у узрасту до 19 година старости | Репрезентација Србије у узрасту до 19 година старости | Репрезентација Србије у узрасту до 19 година старости | Репрезентација Србије у узрасту до 19 година старости | Репрезентација Србије у узрасту до 19 година старости | Репрезентација Србије у узрасту до 19 година старости |
| #                                                     | Датум                                                 | Такмичење                                             | Локација                                              | Домаћин                                               | Резултат                                              | Гост                                                  | Гол                                                   | Реф.                                                  |                                                       |
| ----------------------------------------------------- | ----------------------------------------------------- | ----------------------------------------------------- | ----------------------------------------------------- | ----------------------------------------------------- | ----------------------------------------------------- | ----------------------------------------------------- | ----------------------------------------------------- | ----------------------------------------------------- | ----------------------------------------------------- |
| 1.                                                    | 6. септембар 2018.                                    | Меморијални турнир „Стеван Вилотић Ћеле”              | Стадион крај Сомборске капије, Суботица               | Србија                                                | 0 : 1                                                 | Мађарска                                              |                                                       | [ 40 ]                                                |                                                       |
| 2.                                                    | 11. октобар 2018.                                     | Пријатељска утакмица                                  | Кућа фудбала, Стара Пазова                            | Србија                                                | 0 : 0                                                 | Русија                                                |                                                       | [ 41 ]                                                |                                                       |
| 3.                                                    | 14. новембар 2018.                                    | Квалификације за Европско првенство                   | Стадион Стангмор Парк, Дунганон                       | Србија                                                | 2 : 2                                                 | Казахстан                                             |                                                       | [ 42 ]                                                |                                                       |
| 4.                                                    | 17. новембар 2018.                                    | Квалификације за Европско првенство                   | Стадион Овал, Белфаст                                 | Северна Ирска                                         | 1 : 3                                                 | Србија                                                |                                                       | [ 43 ]                                                |                                                       |
| 5.                                                    | 20. новембар 2018.                                    | Квалификације за Европско првенство                   | Стадион у Колерејну                                   | Пољска                                                | 1 : 4                                                 | Србија                                                |                                                       | [ 44 ]                                                |                                                       |
| 6.                                                    | 12. фебруар 2019.                                     | Пријатељска утакмица                                  | Стадион у Поречу                                      | Хрватска                                              | 0 : 0                                                 | Србија                                                |                                                       | [ 45 ]                                                |                                                       |
| 7.                                                    | 20. март 2019.                                        | Квалификације за Европско првенство                   | Стадион у Калдијеру                                   | Украјина                                              | 2 : 2                                                 | Србија                                                |                                                       | [ 46 ]                                                |                                                       |
| 8.                                                    | 23. март 2019.                                        | Квалификације за Европско првенство                   | Стадион Одерцо                                        | Србија                                                | 0 : 2                                                 | Белгија                                               |                                                       | [ 47 ]                                                |                                                       |
| 9.                                                    | 26. март 2019.                                        | Квалификације за Европско првенство                   | Стадион Еуганео, Падова                               | Србија                                                | 0 : 2                                                 | Италија                                               |                                                       | [ 48 ]                                                |                                                       |
| 9                                                     | Укупан број утакмица и постигнутих погодака           | Укупан број утакмица и постигнутих погодака           | Укупан број утакмица и постигнутих погодака           | Укупан број утакмица и постигнутих погодака           | Укупан број утакмица и постигнутих погодака           | Укупан број утакмица и постигнутих погодака           | Укупан број утакмица и постигнутих погодака           |                                                       |                                                       |

| Репрезентација Србије у узрасту до 21 године старости | Репрезентација Србије у узрасту до 21 године старости | Репрезентација Србије у узрасту до 21 године старости | Репрезентација Србије у узрасту до 21 године старости | Репрезентација Србије у узрасту до 21 године старости | Репрезентација Србије у узрасту до 21 године старости | Репрезентација Србије у узрасту до 21 године старости | Репрезентација Србије у узрасту до 21 године старости | Репрезентација Србије у узрасту до 21 године старости | Репрезентација Србије у узрасту до 21 године старости |
| #                                                     | Датум                                                 | Такмичење                                             | Локација                                              | Домаћин                                               | Резултат                                              | Гост                                                  | Гол                                                   | Реф.                                                  |                                                       |
| ----------------------------------------------------- | ----------------------------------------------------- | ----------------------------------------------------- | ----------------------------------------------------- | ----------------------------------------------------- | ----------------------------------------------------- | ----------------------------------------------------- | ----------------------------------------------------- | ----------------------------------------------------- | ----------------------------------------------------- |
| 1.                                                    | 30. март 2021.                                        | Пријатељска утакмица                                  | Бахчешехир арена, Алања                               | Турска                                                | 0 : 1                                                 | Србија                                                |                                                       | [ 49 ]                                                |                                                       |
| 2.                                                    | 8. јун 2021.                                          | Пријатељска утакмица                                  | Кућа фудбала, Стара Пазова                            | Србија                                                | 0 : 3                                                 | Бразил                                                |                                                       | [ 50 ]                                                |                                                       |
| 3.                                                    | 3. септембар 2021.                                    | Квалификације за Европско првенство                   | Кућа фудбала, Стара Пазова                            | Србија                                                | 0 : 1                                                 | Украјина                                              |                                                       | [ 51 ]                                                |                                                       |
| 4.                                                    | 7. септембар 2021.                                    | Квалификације за Европско првенство                   | Стадион Биљанини извори, Охрид                        | Северна Македонија                                    | 0 : 0                                                 | Србија                                                |                                                       | [ 52 ]                                                |                                                       |
| 5.                                                    | 7. октобар 2021.                                      | Квалификације за Европско првенство                   | Фудбалска академија, Јереван                          | Јерменија                                             | 1 : 4                                                 | Србија                                                |                                                       | [ 53 ]                                                |                                                       |
| 6.                                                    | 12. октобар 2021.                                     | Квалификације за Европско првенство                   | Стадион Партизана, Београд                            | Србија                                                | 0 : 3                                                 | Француска                                             |                                                       | [ 54 ]                                                |                                                       |
| 7.                                                    | 12. новембар 2021.                                    | Квалификације за Европско првенство                   | Стадион Карађорђе, Нови Сад                           | Србија                                                | 0 : 0                                                 | Фарска Острва                                         |                                                       | [ 55 ]                                                |                                                       |
| 8.                                                    | 16. новембар 2021.                                    | Квалификације за Европско првенство                   | Арена Лавов, Лавов                                    | Украјина                                              | 2 : 1                                                 | Србија                                                |                                                       | [ 56 ]                                                |                                                       |
| 9.                                                    | 24. март 2022.                                        | Квалификације за Европско првенство                   | Стадион Тржни центар, Вождовац                        | Србија                                                | 2 : 1                                                 | Северна Македонија                                    |                                                       | [ 57 ]                                                |                                                       |
| 10.                                                   | 29. март 2022.                                        | Квалификације за Европско првенство                   | ТСЦ академија, Бачка Топола                           | Србија                                                | 2 : 0                                                 | Јерменија                                             |                                                       | [ 58 ]                                                |                                                       |
| 11.                                                   | 2. јун 2022.                                          | Квалификације за Европско првенство                   | Алпски стадион, Гренобл                               | Француска                                             | 2 : 0                                                 | Србија                                                |                                                       | [ 59 ]                                                |                                                       |
| 12.                                                   | 7. јун 2022.                                          | Квалификације за Европско првенство                   | Стадион у Клаксвику                                   | Фарска Острва                                         | 1 : 1                                                 | Србија                                                |                                                       | [ 60 ]                                                |                                                       |
| 12                                                    | Укупан број утакмица и постигнутих погодака           | Укупан број утакмица и постигнутих погодака           | Укупан број утакмица и постигнутих погодака           | Укупан број утакмица и постигнутих погодака           | Укупан број утакмица и постигнутих погодака           | Укупан број утакмица и постигнутих погодака           | 0                                                     | [ 61 ]                                                |                                                       |

| Репрезентација Србије | Репрезентација Србије                                                    | Репрезентација Србије                                                    | Репрезентација Србије                                                    | Репрезентација Србије                                                    | Репрезентација Србије                                                    | Репрезентација Србије                                                    | Репрезентација Србије | Репрезентација Србије | Репрезентација Србије |
| #                     | Датум                                                                    | Такмичење                                                                | Локација                                                                 | Домаћин                                                                  | Резултат                                                                 | Гост                                                                     | Мин.                  | Гол                   | Реф.                  |
| --------------------- | ------------------------------------------------------------------------ | ------------------------------------------------------------------------ | ------------------------------------------------------------------------ | ------------------------------------------------------------------------ | ------------------------------------------------------------------------ | ------------------------------------------------------------------------ | --------------------- | --------------------- | --------------------- |
| 1.                    | 28. јануар 2021.                                                         | Пријатељска утакмица                                                     | Стадион Ромел Фернандес, Панама                                          | Панама                                                                   | 0 : 0                                                                    | Србија                                                                   |                       | [ 62 ]                |                       |
| 1                     | Укупан број утакмица, постигнутих погодака и минута проведених на терену | Укупан број утакмица, постигнутих погодака и минута проведених на терену | Укупан број утакмица, постигнутих погодака и минута проведених на терену | Укупан број утакмица, постигнутих погодака и минута проведених на терену | Укупан број утакмица, постигнутих погодака и минута проведених на терену | Укупан број утакмица, постигнутих погодака и минута проведених на терену |                       | [ 63 ]                |                       |

## Трофеји и награде
Црвена звезда
- Суперлига Србије : 2021/22.[64]